# 苏珊娜·巴洛格
苏珊娜·巴洛格（英語：Suzanne Balogh，1973年5月8日—），澳大利亚女子射击运动员。她曾代表澳大利亚参加2004年和2012年夏季奥林匹克运动会射击比赛，其中2004年奥运会获得一枚金牌。